# Get Over It
Get Over It er en amerikansk romantisk-komediefilm fra 2001. Filmen er instrueret af Tommy O'Haver og produceret af filmselskabet Miramax Films. I filmen medvirker Kirsten Dunst som en pige, der hjælper drengen, da han forsøger at vinde sin ekskæreste tilbage, Ben Foster, som drengen, Melissa Sagemiller som hans ekskæreste, Shane West som hendes nye kæreste, og Sisqó og Colin Hanks som drengens venner. R. Lee Fleming Jr. har løst baseret manuskriptet på William Shakespeare'sEn skærsommernatsdrøm (A Midsummer Night's Dream).

## Handling
Filmen handler om teenageren Burke Landers der bliver dumpet af sin første kæreste, han bliver desperat og vil have hende tilbage. Han prøver alt og deltage i skolens teaterstykke for at forsøge at genvinde hendes hjerte. Hans bedste vens lillesøster hjælper ham med manuskriptet og forberedelse. Mod slutningen indser han, at han måske var nødt til at gå videre, og at hende han burde være med, har været lige for næsen af ham hele tiden.

## Rolleliste (udvalgt)
- Kirsten Dunst – Kelly Woods
- Ben Foster – Berke Landers
- Melissa Sagemiller – Allison McAllister
- Sisqó – Dennis Wallace
- Shane West – Bentley 'Striker' Scrumfeld
- Colin Hanks – Felix Woods
- Zoë Saldaña – Maggie
- Carmen Electra – Mistress Moira